# برشلیگ
برشلیگ یکی از شیرینی‌های سنتی استان فارس است که مختص شهرستان فیروزآباد است. این خوراکی بومی با استفاده از روغن حیوانی، آرد گندم، پودر قند، هل، میخک، زنجبیل و میخک تهیه می‌شود. از نکات مصرف آن این است که به‌صورت گرم و بلافاصله پس از طبخ مصرف می‌شود. بیشتر مردم این شهرستان ترجیح می‌دهند برشلیگ را داغ میل کنند. عطر فوق‌العادهٔ هل و طعم روغن حیوانی، برشلیگ را در گروه خوراکی‌های محبوب شهرستان فیروزآباد قرار داده‌است.